# Rinnerkogel
Rinnerkogel (tyska: Augstkogel) är ett berg i Österrike.   Det ligger i förbundslandet Oberösterreich, i den centrala delen av landet, 200 km väster om huvudstaden Wien. Toppen på Rinnerkogel är 2 012 meter över havet, eller 153 meter över den omgivande terrängen. Bredden vid basen är 3,6 km.
Terrängen runt Rinnerkogel är bergig åt sydväst, men åt nordost är den kuperad. Närmaste större samhälle är Ebensee, 10,7 km norr om Rinnerkogel. 
Trakten runt Rinnerkogel består i huvudsak av gräsmarker. Runt Rinnerkogel är det ganska glesbefolkat, med 25 invånare per kvadratkilometer.